# Оптимизациони проблем
У математици и рачунарству, оптимизациони проблем је проблем проналажења најбољег од свих могућих решења. Формално речено, оптимизациони проблем {\displaystyle A} је четворка {\displaystyle (I,f,m,g)}, где је
- {\displaystyle I} скуп инстанци;
- за дату инстанцу {\displaystyle x\in I}, {\displaystyle f(x)} је скуп свих могућих решења;
- за дату инстанцу {\displaystyle x} и могуће решење {\displaystyle y} за {\displaystyle x}, {\displaystyle m(x,y)} означава меру за {\displaystyle y}, која је обично позитиван реални број.
- {\displaystyle g} је циљна функција, и то обично {\displaystyle \min } или {\displaystyle \max }.

Тада је циљ за неку инстанцу {\displaystyle x} пронаћи оптимално решење, то јест могуће решење {\displaystyle y} за које је
За сваки оптимизациони проблем постоји одговарајући проблем одлучивања, који поставља питање да ли постоји могуће решење за неку конкретну меру {\displaystyle m_{0}}. На пример, ако је дат граф {\displaystyle G} који садржи чворове {\displaystyle u} и {\displaystyle v}, оптимизациони проблем би могао да буде наћи пут од {\displaystyle u} до {\displaystyle v} који пролази кроз најмање грана. Одговор на овај проблем би могао да буде на пример 4. Одговарајући проблем одлучивања би био да ли постоји путања од {\displaystyle u} до {\displaystyle v} која пролази кроз 10 или мање грана? Одговор на овај проблем је једноставно да или не.